# 海南大风子
海南大风子（学名：Hydnocarpus hainanensis），为青钟麻科大风子属下的一个植物种。其种加词“hainanensis”意为“海南的”。